# استیو کوتریل
استیو کوتریل (انگلیسی: Steve Cotterill؛ زادهٔ ۲۰ ژوئیهٔ ۱۹۶۴) یک بازیکن فوتبال اهل بریتانیا است.